# Campeonato Acriano de Futebol da Segunda Divisão de 2015
O Campeonato Acriano de Futebol - Segunda Divisão de 2015 foi a 7ª edição do torneio, 5º organizada pela Federação de Futebol do Estado do Acre. Contou com a participação de quatro equipes, que se enfrentaram pelo título de campeão acriano da segunda divisão e pela ascensão à primeira divisão de 2016.

## Regulamento
Na primeira fase, jogam todos contra todos e o campeão de cada turno garante vaga na final, disputada em partida única. O vencedor garante vaga no Campeonato Acriano de Futebol de 2016. Caso o campeão do primeiro turno for o mesmo do segundo, esta etapa é dispensada e o clube vencedor garante o acesso.

## Primeiro Turno
| Pos | Equipes       | Pts | J | V | E | D | GP | GC | SG |
| --- | ------------- | --- | - | - | - | - | -- | -- | -- |
| 1   | Andirá        | 9   | 3 | 3 | 0 | 0 | 8  | 1  | 7  |
| 2   | ADESG         | 6   | 3 | 2 | 0 | 1 | 8  | 7  | 1  |
| 3   | Independência | 3   | 3 | 1 | 0 | 2 | 3  | 7  | -4 |
| 4   | Humaitá       | 0   | 3 | 0 | 0 | 3 | 6  | 10 | -4 |

|  | Final |

### Desempenho por rodada
Clubes que lideraram a cada rodada:
| 1   | 2 | 3 |
| AND |   |   |

Clubes que ficaram na última posição de cada rodada:
| 1   | 2 | 3 |
| HUM |   |   |

## Segundo Turno
| Pos | Equipes       | Pts | J | V | E | D | GP | GC | SG |
| --- | ------------- | --- | - | - | - | - | -- | -- | -- |
| 1   | ADESG         | 7   | 3 | 2 | 1 | 0 | 10 | 5  | 5  |
| 2   | Andirá        | 7   | 3 | 2 | 1 | 0 | 5  | 3  | 2  |
| 3   | Independência | 1   | 3 | 0 | 1 | 2 | 3  | 5  | -2 |
| 4   | Humaitá       | 1   | 3 | 0 | 1 | 2 | 5  | 10 | -5 |

|  | Final |

### Desempenho por rodada
Clubes que lideraram a cada rodada:
| 1   | 2 | 3 |
| ADE |   |   |

Clubes que ficaram na última posição de cada rodada:
| 1   | 2   | 3   |
| IND | IND | HUM |

## Final
| 22 de setembro | Andirá | 2 - 1 | ADESG | Arena da Floresta, Rio Branco |
| 17:00          |        |       |       |                               |

| 29 de setembro | ADESG | 1 - 2 | Andirá | Naborzão, Senador Guiomard |
| 20:00          |       |       |        |                            |

## Premiação
| Campeonato Acriano Segunda Divisãode 2015 |
| Acre                                      |
| ----------------------------------------- |
| Andirá (Rio Branco) Campeão (2º título)   |